# Zolotoj poloz
Zolotoj poloz (russisk: Золотой полоз) er en russisk spillefilm fra 2007 af Vladimir Makeranets.

## Medvirkende
- Ivan Bobyljov som Semjonytj
- Oleg Jagodin som Koska
- Jaroslav Andreev
- Pavel Oznobisjin som Deniska
- Vanja Sukhoverkhij